# Список логических символов
В логике обычно используется много символов для выражения логических сущностей. Поскольку логики знакомы с этими символами, они не объясняют их каждый раз при использовании. Для студентов, изучающих логику, следующая таблица перечисляет большинство общеупотребимых символов вместе с их именами и связанными областями математики. Кроме того, третий столбец содержит неформальное определения, шестой и седьмой дают код Unicode и имя для использования в HTML-документах. Последний столбец даёт символ в системе LaTeX.
Учитывайте, что вне логики данные символы, в зависимости от контекста, могут иметь другие значения.

## Основные логические символы
| Символ  | Название                 | Объяснение | Примеры | Символ в программировании         | Значение Unicode                            | Название в HTML                  | Символ LaTeX |
| ------- | ------------------------ | --- | --- | --------------------------------- | ------------------------------------------- | -------------------------------- | --- |
| ⇒ → ⊃   | Импликация               | {\displaystyle A\Rightarrow B} ложно, только когда {\displaystyle A} истинно, а {\displaystyle B} ложно. {\displaystyle \to } может означать то же самое, что и {\displaystyle \Rightarrow } (символ может также указывать область определения и область значений функции, см. таблицу математических символов). {\displaystyle \supset } может означать то же самое, что и {\displaystyle \Rightarrow } (символ может также обозначать Подмножество). | {\displaystyle x=2\Rightarrow x^{2}=4} истинно, но {\displaystyle x^{2}=4\Rightarrow x=2}, в общем случае, ложно (поскольку {\displaystyle x} может быть равен и -2). | Отсутствует                       | U+21D2 U+2192 U+2283                        | &rArr; &rarr; &sup;              | {\displaystyle \Rightarrow } \Rightarrow {\displaystyle \to } \to {\displaystyle \supset } \supset {\displaystyle \implies }\implies                       |
| ⇔ ≡ ↔   | Тогда и только тогда     | {\displaystyle A\Leftrightarrow B} истинно, только если оба значения {\displaystyle A} и {\displaystyle B} ложны, либо оба истинны. | {\displaystyle x+5=y+2\Leftrightarrow x+3=y} | == (Си, Python), === (JavaScript) | U+21D4 U+2261 U+2194                        | &hArr; &equiv; &harr;            | {\displaystyle \Leftrightarrow } \Leftrightarrow {\displaystyle \equiv } \equiv {\displaystyle \leftrightarrow } \leftrightarrow {\displaystyle \iff }\iff |
| ¬ ˜ !   | отрицание                | Утверждение {\displaystyle \neg A} истинно тогда и только тогда, когда {\displaystyle A} ложно. Косая черта {\displaystyle /}, расположенная поверх другого оператора, означает то же самое, что и {\displaystyle \neg }, помещённое перед выражением. | {\displaystyle \neg (\neg A)\Leftrightarrow A} {\displaystyle x\neq y\Leftrightarrow \neg (x=y)}                                                                      | ! (Си), not (Python)              | U+00AC U+02DC                               | &not; &tilde; или ~ &excl; или ! | {\displaystyle \neg } \lnot или \neg {\displaystyle \sim } \sim                                                                                            |
| ∧ • &   | конъюнкция               | Утверждение {\displaystyle A\land B} истинно, если и {\displaystyle A}, и {\displaystyle B} истинны, и ложно в противном случае. | {\displaystyle n<4\land n>2\Leftrightarrow n=3}, если {\displaystyle n} — натуральное число.                                                                          | && (Си), and (Python)             | U+2227 U+02022 U+0026                       | &and; &bull; &amp;               | {\displaystyle \wedge } \wedge или \land {\displaystyle \bullet } \bullet {\displaystyle \&} \&                                                            |
| ∨ + ǀǀ  | логическая дизъюнкция    | Утверждение {\displaystyle A\lor B} верно, если {\displaystyle A} или {\displaystyle B} (или оба) верны. Если оба не верны, утверждение неверно. | {\displaystyle n\geqslant 4\lor n\leqslant 2\Leftrightarrow n\neq 3}, когда {\displaystyle n} является натуральным числом.                                            | \| (Си), or (Python)              | U+2228                                      | &or;                             | {\displaystyle \lor } \lor или \vee |
| ⊕ ⊻     | исключающее или          | Утверждение {\displaystyle A\oplus B} верно, когда либо {\displaystyle A}, либо {\displaystyle B} верно, но не оба. {\displaystyle A\veebar B} означает то же самое. | {\displaystyle (\neg A)\oplus A} всегда верно, {\displaystyle A\oplus A} всегда неверно.                                                                              | ^ (Си, C#)                        | U+2295 U+22BB                               | &oplus; &veebar;                 | {\displaystyle \oplus } \oplus {\displaystyle \veebar } \veebar                                                                                            |
| ⊤ T 1   | Тавтология               | Утверждение {\displaystyle \top } безусловно верно. | {\displaystyle A\Rightarrow \top } всегда верно. | true                              | U+22A4                                      | &top;                            | {\displaystyle \top } \top |
| ⊥ F 0   | Противоречие             | Утверждение {\displaystyle \bot } безусловно неверно. | {\displaystyle \bot \Rightarrow A} всегда неверно. | false                             | U+22A5                                      | &bot;                            | {\displaystyle \bot } \bot |
| ∀ ()    | Квантор всеобщности      | {\displaystyle \forall x{:}\ P(x)} или {\displaystyle (x)\ P(x)} означает {\displaystyle P(x)} верно для всех {\displaystyle x}. | {\displaystyle \forall n\in \mathbb {N} {:}\ n^{2}\geqslant n}. | Отсутствует                       | U+2200                                      | &forall;                         | {\displaystyle \forall } \forall |
| ∃       | Квантор существования    | {\displaystyle \exists x{:}\ P(x)} означает, что существует по меньшей мере один {\displaystyle x}, такой что {\displaystyle P(x)} верно. | {\displaystyle \exists n\in \mathbb {N} {:}\ n} чётно. | Отсутствует                       | U+2203                                      | &exist;                          | {\displaystyle \exists } \exists |
| ∃!      | Единственность           | {\displaystyle \exists !x{:}\ P(x)} означает, что существует ровно один {\displaystyle x}, такой что {\displaystyle P(x)} верно. | {\displaystyle \exists !n\in \mathbb {N} {:}\ n+5=2n}. | Отсутствует                       | U+2203 U+0021                               | &exist; !                        | {\displaystyle \exists !} \exists ! |
| := ≡ :⇔ | Определение              | {\displaystyle x:=y} или {\displaystyle x\equiv y} означает, что {\displaystyle x} является другим обозначением для {\displaystyle y} (но заметьте, что {\displaystyle \equiv } может означать и другое, как, например, конгруэнтность). {\displaystyle P:\Leftrightarrow Q} означает, что {\displaystyle P} логически эквивалентно {\displaystyle Q}.                                                                                                 | {\displaystyle \cosh x:={\frac {e^{x}+e^{-x}}{2}}} {\displaystyle A\oplus B:\Leftrightarrow (A\lor B)\land \neg (A\land B)}                                           | = (Си, Python), := (Go)           | U+2254 (U+003A U+003D) U+2261 U+003A U+229C | &equiv; &hArr;                   | {\displaystyle \equiv } \equiv {\displaystyle \Leftrightarrow } \Leftrightarrow                                                                            |
| ()      | приоритетная группировка | Операции внутри скобок выполняются первыми. | {\displaystyle (8\div 4)\div 2=2\div 2=1}, но {\displaystyle 8\div (4\div 2)=8\div 2=4}.                                                                              | Также ()                          | U+0028 U+0029                               | ()                               | {\displaystyle (~)} () |
| ⊢       | Выводимо                 | {\displaystyle x\vdash y} означает, что {\displaystyle y} выводимо из {\displaystyle x} (в некоторых формальных системах). | {\displaystyle A\rightarrow B\vdash \neg B\rightarrow \neg A} | :- (Пролог)                       | U+22A2                                      | &#8866;                          | {\displaystyle \vdash } \vdash |
| ⊧       | Модель                   | {\displaystyle x\models y} означает, что {\displaystyle x} семантически влечёт за собой {\displaystyle y}. | {\displaystyle A\rightarrow B\models \neg B\rightarrow \neg A} | Отсутствует                       | U+22A7                                      | &#x22A7;                         | {\displaystyle \models } \models |

## Расширенные и редко используемые символы
Символы отсортированы согласно коду Unicode:
- • (точка в середине; U+00B7; \bullet). Устаревший способ обозначения AND[3], остаётся употребимым в электронике. Например, {\displaystyle A\bullet B} означает то же самое, что и {\displaystyle A\&B}.
- • (центральная точка с чертой над ней; U+22C5). Устаревший способ для обозначения оператора И-НЕ. Например, {\displaystyle A{\overline {\bullet }}B} означает то же, что и «{\displaystyle A} И-НЕ {\displaystyle B}», или {\displaystyle A|B}, или {\displaystyle \neg (A\&B)}.

- ◌̅ (комбинируемое надчёркивание; U+0305; \overline{}), используется для сокращения стандартных представлений чисел (Типографическая теория чисел[англ.]). Например, {\displaystyle {\overline {4}}} является сокращённым написанием стандартного числа «SSSS0».
  - Надчёркивание также иногда используется для обозначения нумерации Гёделя, например, {\displaystyle {\overline {AVB}}} обозначает номер Гёделя для {\displaystyle (AVB)}.
  - Надчёркивание также является устаревшим способом обозначения отрицания, но продолжает использоваться в электронике, например, {\displaystyle {\overline {AVB}}} означает то же самое, что и {\displaystyle \neg (AVB)}[4].

- U+2193 ↓ Стрелка вниз (\downarrow): стрелка Пирса, символ отрицания дизъюнкции. Иногда используется для противоречия или абсурда.
- U+2191 ↑ Стрелка вверх (\uparrow) или U+007C | вертикальная черта: штрих Шеффера, знак для оператора И-НЕ.
- U+2201 ∁ Дополнение (\complement).
- U+2204 ∄ Не существует (\nexists). перечёркнутый квантор существования, то же самое, что и {\displaystyle \neg \exists }.
- U+2234 ∴ Следовательно, таким образом, поэтому[англ.] (\therefore).
- U+2235 ∵ Поскольку, потому что, вследствие того, что[англ.] (\because).
- U+22A8 ⊨ Истина (\vDash): является истиной.
- U+22AC ⊬ Невыводимо (\nvdash): отрицание {\displaystyle \vdash } (например, {\displaystyle T\nvdash P}) означает, что {\displaystyle P} не является теоремой в {\displaystyle T}.
- U+22AD ⊭ Неверно: не является истиной.
- U+22BC ⊼ НЕ-И: другой оператор НЕ-И (\barwedge).
- U+22BD ⊽ ИЛИ-НЕ: оператор исключающее ИЛИ (\overline{\lor}).
- U+22C4 ⋄ Ромб (\diamond). Модальный оператор для «возможно, что», «не обязательно нет» или, редко, «непротиворечиво» (в большинстве модальных логик оператор определяется как {\displaystyle \neg \Box \neg }).
- U+22C6 ⋆ Звёздочка. Обычно используется как специальный оператор.

- U+2310 ⌐ Отменённый НЕ.

- U+231C ⌜ Левый верхний уголок (\ulcorner) и U+231D ⌝ правый верхний уголок (\urcorner). Угловые скобки, также называемые кавычками Куайна. Используется как квазикавычки, то есть выделение определённого контекста неопределённого выражения («переменной»)[5]. Используется также для чисел Гёделя[6]. Например, {\displaystyle \ulcorner G\urcorner } обозначает число Гёделя для {\displaystyle G}. Хотя кавычки появляются всегда в «паре» в (231C и 231D в Unicode), они не всегда симметричны в некоторых шрифтах, а в таких как Arial, они симметричны только при определённых размерах букв. В качестве альтернативы кавычки могут быть представлены как ⌈ и ⌉ (U+2308 и U+2309) или с помощью символов отрицания и обратного отрицания ⌐ ¬ в верхнем индексе.

- U+25FB ◻ Средний белый квадрат и U+25A1 □ Белый квадрат. Модальный оператор «необходимо, чтобы» (в модальной логике), или «доказуемо» (в логике доказуемости[англ.][7]), или «обязательно» (в нормативной логике), или «убеждены, что» (в доксастической логике[англ.]).

Следующие операторы редко поддерживаются стандартными шрифтами. Если вы хотите использовать их на своей странице, вам следует всегда встраивать нужные шрифты, чтобы браузер мог отражать символы без необходимости устанавливать шрифты на компьютер.
- U+27E1 ⟡ Незакрашенный ромб с вогнутыми сторонами.
- U+27E2 ⟢ Незакрашенный ромб с вогнутыми сторонами и чёрточкой влево: модальный оператор для «никогда не было».
- U+27E3 ⟣ Незакрашенный ромб с вогнутыми сторонами и чёрточкой вправо: модальный оператор для «никогда не будет».
- U+27E4 ⟤ Незакрашенный квадрат с чёрточкой влево: модальный оператор для «всегда было».
- U+27E5 ⟥ Незакрашенный квадрат с чёрточкой вправо: модальный оператор для «всегда будет».
- U+297D ⥽ Хвост рыбы, направленный вправо (\strictif). Иногда употребляется для «связи», а также для обозначения различных случайных связей (например, для обозначения «свидетельствования» в контексте трюка Россера[англ.]). Рыбий хвост использовался также Льюисом для обозначения строгой импликации {\displaystyle p\ U+} ⥽ {\displaystyle q\equiv \Box (p\rightarrow q)}.

### Польша и Германия
В Польше квантор всеобщности иногда записывается как {\displaystyle \wedge }, а квантор существования как {\displaystyle \vee }. То же самое наблюдается в немецкой литературе.